# Pang Wei

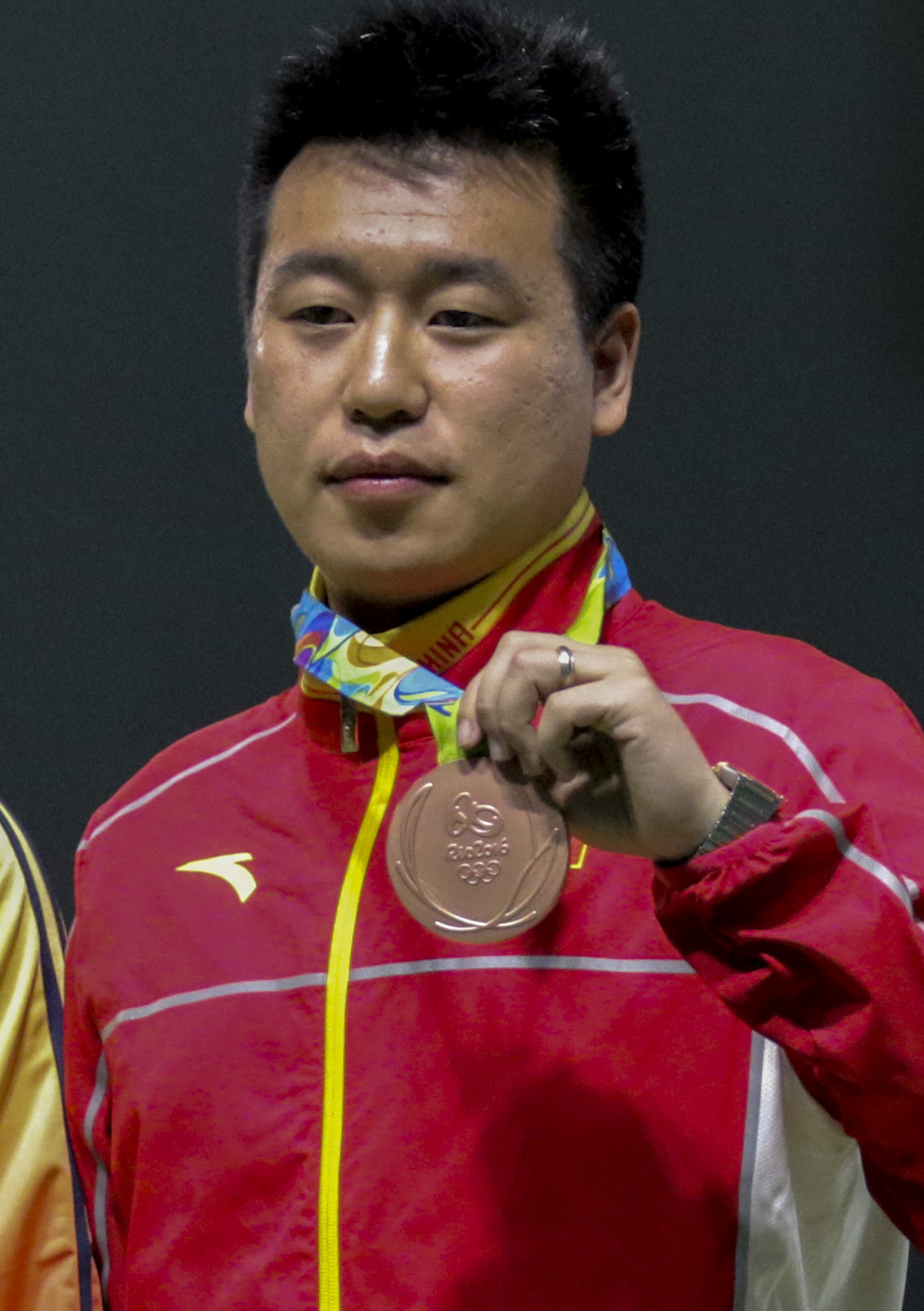
Pang Wei, 2016

Pang Wei (chinesisch 龐偉 / 庞伟, Pinyin Páng Wěi; * 19. Juli 1986 in Baoding) ist ein chinesischer Sportschütze in den Disziplinen Luftpistole und Freie Pistole.

## Erfolge
2000 begann Pang Wei seine Karriere auf der Sportschule von Baoding. 2002 wechselte er nach Hebei ans Schießtrainingszentrum der Provinz. Seit 2005 gehört er zum chinesischen Nationalteam. Wei gewann mit erreichten 683,8 Ringen bei der Weltmeisterschaft 2006 in Zagreb seinen ersten Titel mit der Luftpistole über 10 Meter. Im Jahr darauf wurde er Vierter bei den Asienmeisterschaften (677,5 Ringe) in Kuwait und Dritter (682,0 Ringe) beim Weltcupfinale in Bangkok, jeweils in der Disziplin Luftpistole über 10 Meter. Beim Weltcup 2008 in München konnte Wei in der Disziplin Freie Pistole über 50 Meter Zweiter (663,3 Ringe) werden.
Seinen größten Erfolg feierte der Chinese bei den Olympischen Sommerspielen 2008 in Peking. Nachdem er schon nach dem Vorkampf mit 586,0 Ringen führte, setzte er sich im Finale mit 688,2 Ringen überlegen gegen Jin Jong-oh aus Südkorea durch. Bei den Olympischen Spielen 2020 in Tokio sicherte sich Pang Wei mit der Luftpistole die Bronzemedaille.